# Takao Kondo
Takao Kondo ( 近藤 孝男, Kondō Takao) es un biólogo japonés y profesor de ciencias biológicas en la Universidad de Nagoya en Japón. Es conocido por reconstituir el reloj circadiano de manera in vitro, y por sus diversos estudios publicados, que relacionan la función de ciertos genes y proteínas encargados de controlar, el funcionamiento de los períodos circadianos de los relojes biológicos presentes en las cianobacterias.

## Biografía
Nació en 1948 en Kariya, Japón y recibió su licenciatura en 1970, y su doctorado en Biología en el año 1977 en la Universidad de Nagoya. Posteriormente, fue nombrado profesor asistente en el Instituto Nacional de Biología Básica en Okazaki, Japón, en 1978. A su vez comenzó a trabajar como profesor visitante en la Universidad de Harvard en 1985, y luego continuó su trabajo en el extranjero en la Universidad de Vanderbilt, entre los años 1990 y 1991.
Fue en esta última universidad, donde comenzó con su investigación sobre el reloj circadiano de las cianobacterias. 
Actualmente tiene el título de profesor designado y profesor emérito de la Universidad de Nagoya, donde se desempeña actualmente.

## Investigación
Takao Kondo es conocido por sus descubrimientos en torno a las bases moleculares del reloj circadiano en las cianobacterias. Antes del trabajo de Kondo a fines de la década de 1980, existía una fuerte controversia en torno, a la existencia de un reloj biológico presente en las bacterias.
Debido a que las bacterias se dividen rápidamente y varias veces al día, se pensó que no era necesario desarrollar un reloj biológico en las bacterias. 
El análisis de trampas génicas en las zonas promotoras y el uso de microarrays, realizados en cianobacterias del género Synechococcus reveló que muchos, si no todos, los genes mostraban un componente rítmico y circadiano en su expresión. Kondo luego empleó un enfoque genético avanzado y desarrolló un reportero de luciferasa para identificar mutaciones en el reloj del género Synechococcus. 
Las mutaciones que alteraron el comportamiento circadiano, se agruparon en una sola región del genoma de Synechococcus. A partir de esta observación, se descubrió una familia de genes denominadas kaiABC que estaban relacionadas con la retroalimentación circadiana en el proceso de las cianobacterias. 
En 2002, se demostró que kaiA estimulado y kaiC fosforilado, es necesario para los bucles de temporización circadianos en las cianobacterias. En 2005, Kondo logró reconstituir la oscilación circadiana de la fosforilación de kaiC a través del uso de cianobacterias in vitro. Este descubrimiento fue el primer ejemplo de un ritmo biológico recapitulado en un tubo de ensayo, la cual imitaba los ritmos observados en las células eucariotas y refutaba la necesidad universal del circuito de retroalimentación autorreguladora de transcripción-traducción. 
Estos descubrimientos, acerca del comportamiento del grupo de genes kaiABC proporcionó un mecanismo molecular mediante el cual las proteínas responden a los cambios en el tiempo, la cual permitió ampliar estudios en los campos de la genética bacteriana y la bioquímica cuantitativa, en los cuales, se lograran comprender de mejor manera las investigaciones relacionadas con el reloj biológico presente en las bacterias.